# Tovuz

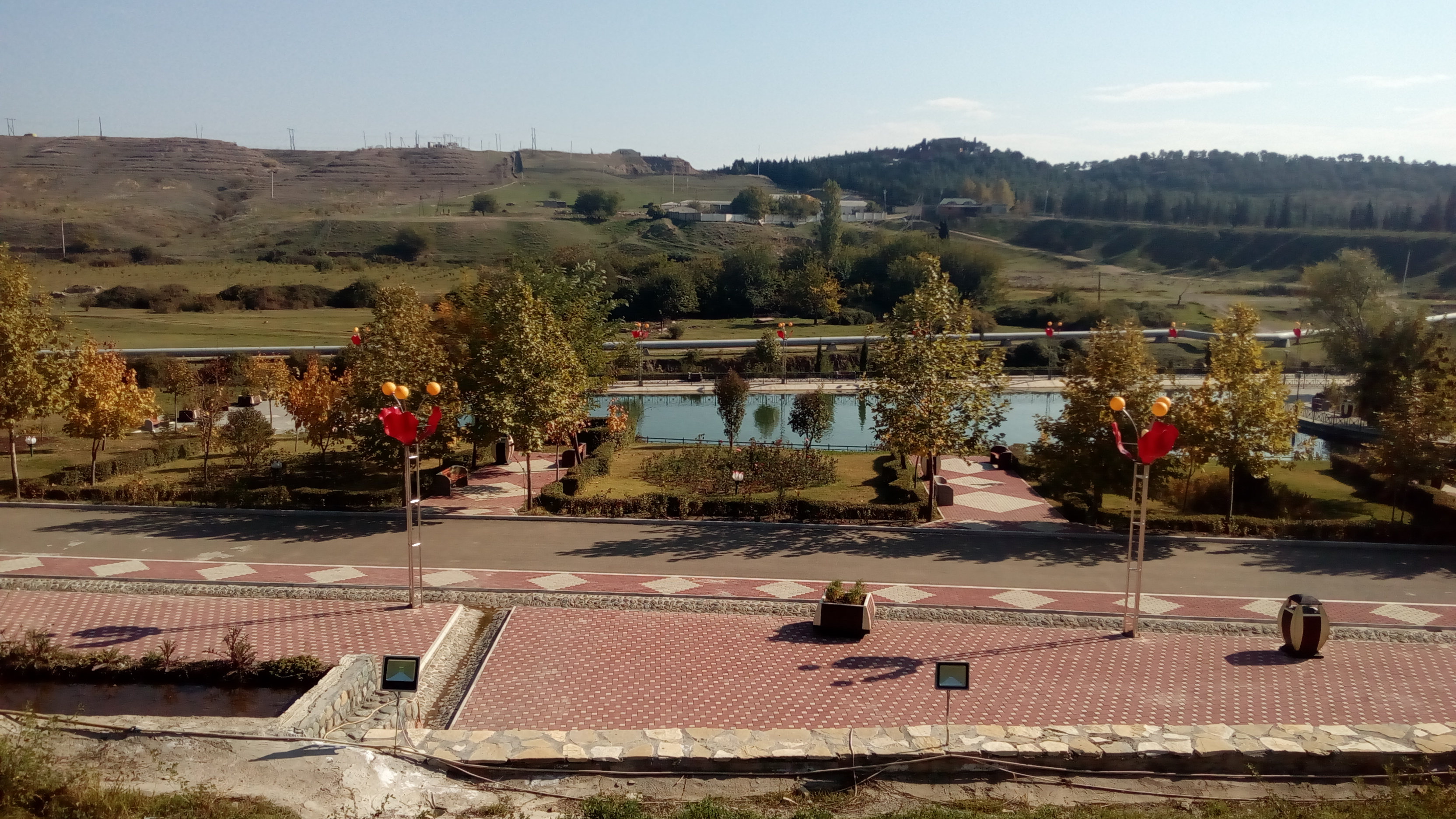
Tovuz, Heydar Alijevi park

Tovuz (bijwijlen gespeld als Tauz of Tavus) is een stad in Azerbeidzjan en is de hoofdstad van het gelijknamige district Tovuz.
De stad telt 13.700 inwoners (01-01-2012).
In 1818 werd de stad omgedoopt tot Traubenfeld tijdens de Duitse nederzettingen in Azerbeidzjan. In 1912 kreeg Tovuz de status van stad. Nadat de Duitse bevolking werden verdreven door Stalin bleef alleen de Azerbeidzjaanse bevolking van de stad achter.

## Wijnbouw
De geschiedenis van de wijnbouw in Tovuz begon voor de komst van de Arabieren in de 7de eeuw. Archeologische bevindingen duiden aan dat de wijnbouw al sinds oudheid al aan het ontwikkeling was in de Tovuz en Gəncə.
Het wijnindustrie in Tovuz werd verder gestimuleerd met de Duitse nederzettingen in Azerbeidzjan. De Duitsers Christopher Froer en Christian Gummel stichtten destijds meerderen wijngaarden. Vervolgens werd Tovuz beroemd voor de productie van cognac, die in het gehele Russische markt geleverd werd.
Naast de Duitse invloed in de Kaukasus, speelde ook Rusland een belangrijke rol in de ontwikkeling van de wijnbouw. Russische invloed op de wijnindustrie in Tovuz nam vooral in de 19e eeuw toe. De Russen hadden veel invloed op de ontwikkeling en productie van aromatische wijnen.

## Sport
Tovuz heeft één professionele voetbal team die concurreert in de Azerbeidzjaanse Premier League - Turan Tovuz.